# Joseph Halévy

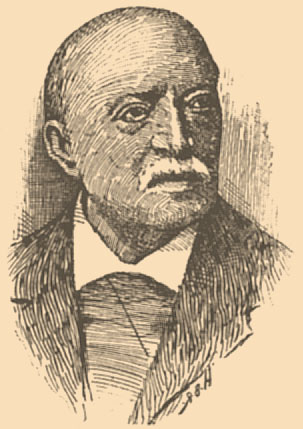
Joseph Halévy.

Joseph Halévy, född 15 december 1827, död 1917, var en fransk-judisk orientalist, professor i etiopiska i Paris.
Efter studier i orientaliska språk, huvudsakligen i Paris, sändes Halévy av ett judiskt samfund i Paris 1868 till Abessinien för att skaffa upplysningar om de abessinska judarnas, falashcas förhållanden, och när 1869 L'Académie des inscriptions et belles-lettres beslutit utgiva Corpes inscriptionum semiticarum, anmodades den nyss hemkomne Halévy att fara till Sydarabien för att uppsöka och kopiera så kallade himjariska inskrifter. Under många äventyr och strapatser lyckades han 1870 på en resa från Sanaa till Najran, Marib och Sirwah kopiera 685 inskrifter, alla förut okända så när som 15. Efter sin återkomst, då han förordnades till docent i etiopiska vid École des hautes études utgav han i Bulletin de la Société de géographie 1873 Voyage au Nedjrân och offentliggjorde och översatte inskrifterna i Journal asiatique 1872-74. Halévy studerade även libyska och Safa-inskrifter, utgav från 1886 Recherches bibliques och har på assyriologins område förvärvat sig stora kunskaper men ett tvivelaktigt rykte genom att förklara de sumeriska texterna vara uttryck ej för ett särskilt språk utan helt enkelt resultatet av en annan skrivmetod för återgivandet av akkadiskan. Från 1893 utgav Halévy Revue sémitique.